# Babai-Aufstand
Der Babai-Aufstand war der größte Aufstand in der Geschichte der anatolischen Rum-Seldschuken. Der Aufstand unter Führung von Baba Ilyas konnte 1239 durch die seldschukische Armee nur schwer beendet werden.

## Gründe des Aufstands
Baba Ilyas war Angehöriger des Vefaiordens und ein Derwisch, der die Turkmenen in Anatolien missionieren wollte. Unter den Turkmenen, die von der seldschukischen Regierung schlecht behandelt wurden, fand er viele Anhänger. Baba Ilyas glaubte, dass die Liebe zu Gott nicht durch strenge Regeln und Gebote, sondern durch die Liebe eines Menschen erreicht werden konnte. Er war gegen die Trennung von Mann und Frau und vertrat die Gleichheit aller Menschen. Außerdem vertrat er die Idee einer Gesellschaft mit gemeinsamem Eigentum und Besitz, was den Turkmenen zusagte.
Im 13. Jh. flohen viele Turkmenen vor den Mongolen aus Aserbaidschan und Chorasan nach Anatolien. Aber die Rum-Seldschuken gestatteten es den Flüchtlingen nicht, sich in Westanatolien niederzulassen. Zwischen den eingesessenen anatolischen Turkmenen und den zugewanderten Turkmenen kam es zu Konflikten über Weideplätze für die Tierherden. Die Flüchtlinge, die in Anatolien eingesperrt waren, verarmten schnell, was zu weiteren Konflikten zwischen turkmenischen Siedlern und Nomaden führte. Die Regierung der Rum-Seldschuken schützte die Siedler und bestrafte die Neuankömmlinge. Diese ungerechte Behandlung durch Sultan Kai Chosrau II. führte dazu, dass sich die Neuankömmlinge um Baba Ilyas versammelten. Sein Helfer Baba Ishak organisierte die Turkmenen und bereitete sie auf einen Aufstand vor. Als Kai Chosrau II. Soldaten gegen Baba Ilyas sandte, brach der Aufstand los.

## Niederschlagung des Aufstands
Dem Aufruf des Baba Ishak zum Aufstand folgten neben den Turkmenen auch die türkischen Khwarezmiyya aus Aleppo und Antep. Der Aufstand weitete sich aus und die seldschukische Armee wurde bei Elbistan geschlagen und musste Sivas den Aufständischen überlassen. Danach fielen auch Amasya und Kayseri den Aufständischen in die Hände. Als diese dann die Hauptstadt Konya bedrohten, musste Sultan Kai Chosrau II. die Stadt verlassen. Als Baba Ilyas in der Festung von Amasya getötet wurde, marschierten die Aufständischen auf Kırşehir zu. In der Zwischenzeit sammelte sich das Heer der Seldschuken und heuerte fränkische Soldaten an. In der Schlacht bei Kırşehir besiegte die Armee die Aufständischen. 1240 wurde Baba Ishak in Amasya gehängt und viele seiner Anhänger hingerichtet. Der Babai-Aufstand hatte die Rum-Seldschuken sehr in Bedrängnis gebracht, sodass sie sich wenig später in der Schlacht vom Köse Dağ 1243 den Mongolen geschlagen geben mussten.

## Folgen des Aufstands
Trotz der Niederschlagung des Aufstandes war die Bewegung der Babai noch lange aktiv. Sie nahm Menschen verschiedener Religionen auf und verschmolz sie miteinander zu einer Bewegung. Die Nachfolger Baba Ilyas' verteilten sich über Anatolien und gründeten Tekkes, um seine Ansichten zu verbreiten. Diese beeinflussten später den Pionier des Bektaschiordens Hadschi Bektasch. Einer der Kalifen (Nachfolger) von Baba Ilyas war der Vorsteher des Vefaiyye-Ordens namens Edebali. Er spielte als Berater und möglicher Schwiegervater von Osman I. in der Gründungszeit des osmanischen Reiches eine wichtige Rolle. 